# Conjunto Histórico de Melilla
El Conjunto Histórico de Melilla es un bien de interés cultural de España, inscrito en el tejido urbano de la ciudad de Melilla.

## Historia
El 11 de agosto de 1953, la zona antigua de la ciudad de Melilla, un enclave español en la costa norteafricana, fue declarada conjunto histórico artístico mediante un decreto publicado el 9 de septiembre de ese mismo año, en el Boletín Oficial del Estado, con la rúbrica del dictador Francisco Franco y de Joaquín Ruiz-Giménez, por entonces ministro de Educación Nacional.
La Dirección Provincial del Ministerio de Cultura en diciembre de 1978 adjudicó la elaboración de un inventario arquitectónico entregado en enero de 1980 y la Comisión de Patrimonio de Melilla, creada el 9 de julio de 1979, con gestiones el 11 de febrero de 1980, hizo que el 26 del mismo febrero el Ministerio de Cultura solicitase a la Delegación de Gobierno edificios a ser nombrados BIC, relación facilitada el 11 de marzo con 25 edificios y el 6 de octubre se tramitaron lo expedientes de 10 de ellos.
En 1986 se aprobó la ampliación del conjunto histórico de la ciudad, contando por entonces con el estatus de Bien de Interés Cultural. En el área protegida se incluyen Melilla La Vieja, el Ensanche Modernista y algunas zonas del barrio Industrial y del Real.